# Vaults
Vaults fue una banda británica de música electrónica originaria de Londres, Reino Unido. Estaba compuesta por Blythe Pepino, Barney Freeman y Ben Vella. Se disolvió en el año 2017.

## Historia
Vaults fue formada en 2013 después de reclutar a Pepino para brindar su voz en el proyecto musical de Freeman y Vella. Su primera canción como grupo, "Cry No More", fue lanzada de forma independiente en SoundCloud en 2013 y obtuvo 100,000 reproducciones en su primera semana.
En 2014, lanzaron su primer sencillo oficial, "Premonitions", a través del sello discográfico independiente National Anthem. Ese mismo año, lanzaron su primer EP titulado "Vultures". Luego de firmar con Virgin EMI en 2014, Vaults lanzó su primer sencillo con un sello importante, titulado "Lifespan", seguido de "Vultures". Durante el verano de 2014, la banda se presentó en festivales como Lovebox, T in the Park y Reading and Leeds.
En 2015, Vaults lanzó el sencillo "One Last Night", que posteriormente apareció en la banda sonora de la película Fifty Shades of Grey. Después, lanzaron una versión reeditada de "Cry No More". El 31 de julio de 2015, lanzaron su segundo EP titulado Cry No More. En marzo de 2016, Pepino colaboró en el sencillo "All Four Walls" de Gorgon City.
El sencillo "Midnight River", lanzado en julio de 2016, fue nombrado Sencillo de la Semana por The Guardian. Según informó el London Evening Standard en abril de 2016, los videos musicales de Vaults habían acumulado un total de 20 millones de visitas sin haber lanzado un álbum.
También fueron los encargados de interpretar la música para el 2016 John Lewis Christmas advert, con una versión de "One Day I'll Fly Away" de Randy Crawford.
El 25 de mayo de 2017, la banda anunció de manera conjunta su decisión de separarse a través de su página oficial de Facebook, citando la pérdida de una chispa creativa para el grupo.
Pepino ahora se desempeña en la banda Mesadorm (originalmente fundada en 2015), la cual lanzó su álbum debut, Heterogaster, el 11 de mayo de 2018. Por otro lado, Ben Vella ha formado la banda Child of the Parish, junto a su hermano Tom y el artista Pius Bak.